# Hostal de la Manxa
L'Hostal de la Manxa és un mas situat al municipi de l'Albi a la comarca de les Garrigues.